# Катерина (мінісеріал)
«Катерина» — український драматичний телесеріал, знятий «Sister's Production» на замовлення телеканалу «1+1». Проект є адаптацією однойменної поеми Тараса Шевченка до сучасних реалій. Повний український дубляж транслювали на каналах «Перший», «Суспільне Культура» та «1+1 Україна».

## Синопсис
Катерина Швець щойно закінчила училище культури й повернулася в мальовниче рідне село Шуляки, що на Черкащині. Її мати Марія Павлівна викладає українську мову й літературу в школі, де також працює директором батько, Тарас Григорович. Батьки консервативних поглядів і мріють про те, що їхня Катруся залишиться в рідних Шуляках, вийде заміж за однокласника Миколу Романенка й заживе, «як усі». Та Катрі не вподоби таке життя, її душа прагне іншої долі, зовсім іншого життя.
Зміни, яких вона так прагне, у її житті відбуваються раптово: до села приїжджає кіногрупа знімати історичний серіал про кохання пана до кріпачки. У головній ролі — популярна «зірка» Олексій Красильников. Виявляється, Катерина давно закохана в його екранний образ. І коли зустрічає у реальному житті, їй здається, що кохає його ще більше. Красильников, не маючи жодних серйозних намірів, зваблює дівчину. Звісно, це викликає шквал негативних емоцій у батьків і обурення у вірного коханого Миколи. Та Катерина обирає кохання і їде слідом за актором до Києва. У столиці вагітна Катерина зіштовхується з не відомим їй світом холодних цинічних розрахунків, де немає щирості, відвертості, а справжні обличчя ховаються під масками байдужості та лицемірства. Нерівність між панами та кріпаками процвітає й набуває нових сучасних форм.
Так, позбувшись старих ілюзій, Катерина зіштовхується із суворими реаліями свого нового життя…

## У ролях
- Валерія Ходос — Катерина Швець
- Дмитро Сова — Микола
- Марк Дробот — Олексій Красильников
- Наталя Сумська — Марія Швець
- Анатолій Хостікоєв — Тарас Швець
- Ольга Гришина — Олена Красильникова
- Дарина Трегубова — Антоніна Вовк
- Олексій Коршиков — Татарський, режисер
- Ірина Мельник — Вікторія Аркадіївна
- Марія Пустова — Анжела
- Володимир Гладкий — Продан
- Василь Сивохопа — Криволап
- Олександр Катунін — Юрій Петрович
- Олександр Омельянов — поліцейський
- Дмитро Тубольцев — Влад, продюсер
- Юлія Мотрук — Женя, адміністратор
- Олеся Чечельницька — Валентина
- Ольга Ясинська — Лідія
- А. Маляр — епізодична роль
- Юрій Кухаренко  — лікар
- Ірина Журавель — епізодична роль
- Олександр Першин — епізодична роль
- Аліна Коваленко — Алла
- Артем Позняк — патрульний
- Ольга Герман — епізодична роль

## Український дубляж
Українською мовою серіал дубльовано студією «1+1» у 2021 році.
Ролі дублювали: Ярослав Чорненький, Анатолій Зіновенко, Дмитро Завадський, Андрій Твердак, Павло Скороходько, Дмитро Терещук, Роман Чорний, Андрій Федінчик, Ніна Касторф, Лідія Муращенко, Олена Узлюк, Олена Яблочна, Наталя Романько-Кисельова, Катерина Брайковська, Катерина Буцька, Анна Дончик, Вікторія Москаленко.

## Творча група
- Режисер-постановник: Олександр Тименко
- Оператор-постановник: В'ячеслав Раковський
- Продюсери: Олександр Ткаченко, Олена Васильєва, Вікторія Забулонська, Марина Городецька, Олександр Омельянов, Дарина Трегубова
- Сценарист: Андрій Кокотюха
- Композитор: Владлен Пупков
- Художник-постановник: Олександр Тетерін
- Художник-костюмер: Тамара Демченко
- Режисер монтажу: Олександр Горбатюк